# Себастьєн Руо
Себастьєн Руо (фр. Sébastien Rouault, 24 лютого 1986) — французький плавець.
Учасник Олімпійських Ігор 2008 року.
Чемпіон Європи з водних видів спорту 2010 року, призер 2006 року.
Призер Чемпіонату Європи з плавання на короткій воді 2006 року.